# Investigação do Tribunal Penal Internacional em Bangladesh/Myanmar
A Investigação do Tribunal Penal Internacional em Bangladesh/Myanmar é uma investigação do Tribunal Penal Internacional por crimes relacionados à deportação dos rohingya de Mianmar para Bangladesh que ocorre desde 1 de junho de 2010, parcialmente em Bangladesh e parcialmente em Mianmar. A investigação completa teve início em 14 de novembro de 2019. Um mandado de prisão para Min Aung Hlaing por crimes contra a humanidade foi solicitado em 27 de novembro de 2024.

## Jurisdição e exame preliminar
Em 9 de abril de 2018, a promotora do Tribunal Penal Internacional Fatou Bensouda solicitou que o tribunal decidisse sobre sua jurisdição sobre a situação da deportação dos rohingya de Mianmar para Bangladesh, dado que Bangladesh era um Estado-membro do Estatuto de Roma, mas Mianmar não. O tribunal declarou que tinha jurisdição sob o Artigo 12(2)(a) do Estatuto de Roma.
Bensouda iniciou um exame preliminar do caso em setembro de 2018 e encontrou "uma base razoável para acreditar que pelo menos 700.000 rohingya" foram deportados coercivamente, com a prática de crimes sob os Artigos 7(1)(d), 7(1)(k) e 7(1)(h) do Estatuto de Roma, parcialmente em Mianmar e parcialmente em Bangladesh. Em 4 de julho de 2019, ela solicitou permissão para iniciar uma investigação completa para eventos de deportação iniciados desde 9 de outubro de 2016.

## Investigação
Em 14 de novembro de 2019, a  III Câmara Pré-Julgamento do TPI autorizou o início da investigação, com âmbito abrangendo crimes vinculados à requisição que ocorreram parcialmente em Bangladesh em ou após 1 de junho de 2010. A Câmara justificou a data de início de 2010 com base nas informações que recebeu sobre crimes aparentemente cometidos antes de 2016, e 1 de junho de 2010 com base na data em que Bangladesh se tornou parte do Estatuto de Roma. Nenhuma data final foi definida para o escopo, com a condição de que outros crimes estejam "suficientemente vinculados" à solicitação de abertura da investigação.:53–57
As investigações iniciais se concentraram na violência contra os rohingya no estado de Rakhine em 2016 e 2017 e nos deslocamentos dos rohingya de Mianmar para Bangladesh que se seguiram à violência. As evidências consideradas na investigação incluíram relatos de testemunhas, "provas documentais e materiais científicos, fotográficos e de vídeo autenticados".

## Casos

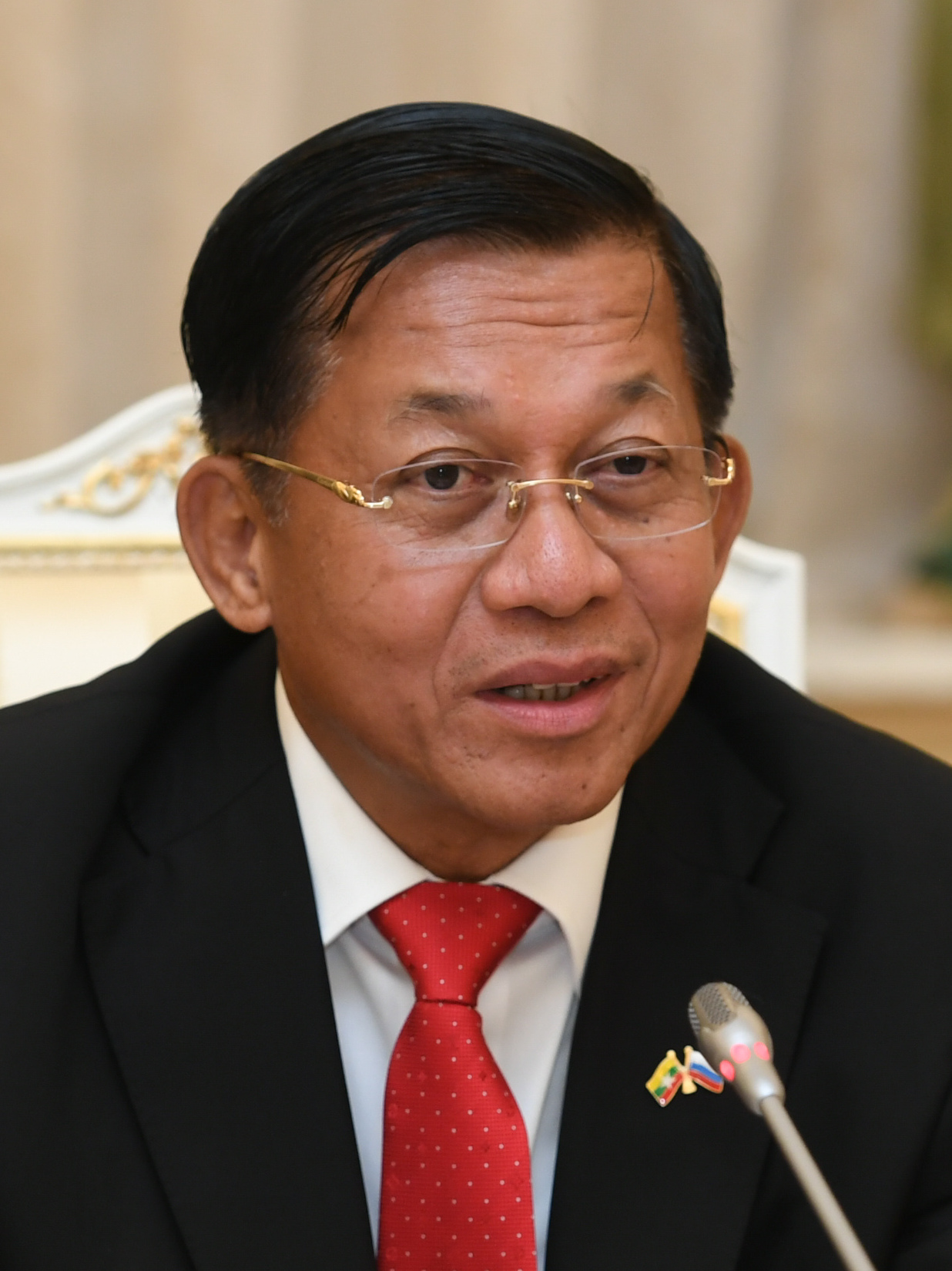
Um mandado de prisão por crimes contra a humanidade foi solicitado em 27 de novembro de 2024 contra Min Aung Hlaing.

Em 27 de novembro de 2024, o promotor do Tribunal Penal Internacional Karim Ahmad Khan solicitou um mandado de prisão contra Min Aung Hlaing a partir da I Câmara Pré-Julgamento, afirmando que havia motivos razoáveis para acreditar que Hlaing tinha "responsabilidade criminal pelos crimes contra a humanidade de deportação e perseguição dos rohingya, cometidos em Mianmar, e em parte em Bangladesh" entre 25 de agosto de 2017 e 31 de dezembro de 2017 pelo Tatmadaw, incluindo as Forças da Guarda Fronteiriça, e pela Força Policial do Myanmar e civis não-rohingya.

## Reações
Um consultor jurídico da Human Rights Watch descreveu o pedido de mandado de prisão de 27 de novembro de 2024 contra Hlaing como "vindo em meio a atrocidades renovadas contra civis rohingya que ecoam aquelas sofridas há sete anos" e declarou que "a ação do TPI é um passo importante para quebrar o ciclo de abusos e impunidade que há muito tempo tem sido um fator determinante no fomento das violações em massa cometidas pelos militares." Tun Khin da Organização Birmanesa Rohingya descreveu o mandado como "outro passo em direção à justiça e à responsabilização."

## Nota
- Este artigo foi inicialmente traduzido, total ou parcialmente, do artigo da Wikipédia em inglês cujo título é «International Criminal Court investigation in Bangladesh/Myanmar».